# First flush

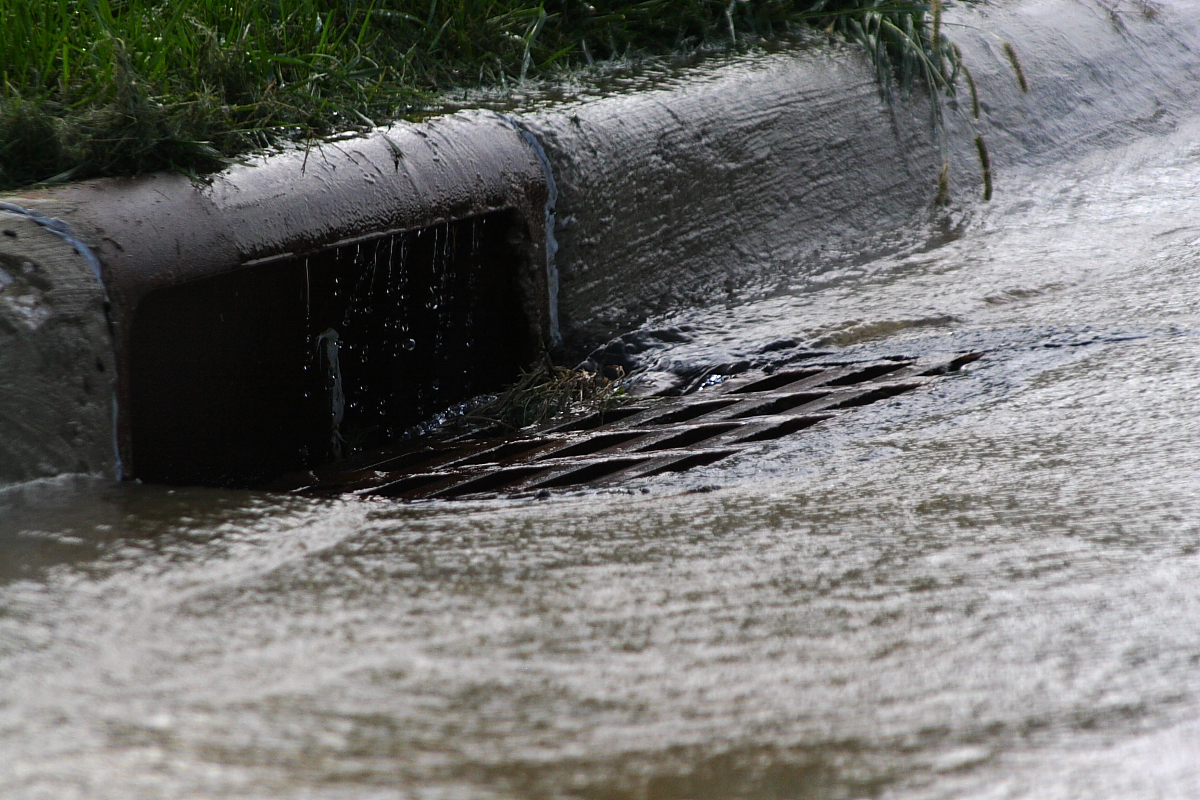
Ruissellement urbain entrant dans un égout pluvial.

Le terme anglais « first flush » (qui se traduit difficilement en français par première chasse d'eau, le brusque écoulement d'eau, que l'on retrouve semblablement traduit dans chasse d'eau, flush toilet en anglais) est le ruissellement de surface initial d'une pluie d'orage ou de tempête. Au cours de cette phase, la pollution de l'eau qui pénètre dans les égouts pluviaux dans les zones à forte proportion de surface imperméabilisée est généralement plus concentrée par rapport au reste de l'intempérie. Par conséquent, ces concentrations élevées de ruissellement urbain entraînent des niveaux élevés de polluants, rejetés par les égouts pluviaux vers les eaux de surface,:216.

## Effet first flush
Le terme «first flush effect» fait référence aux changements rapides de la qualité de l'eau (concentration ou charge de polluants) qui survient après les pluies de début de saison. Les particules de sol et de végétation se déversent dans les cours d'eau; les sédiments et autres particules organiques accumulées au fond du lit de la rivière sont remis en suspension, et des substances dissoutes du sol et des eaux souterraines peu profondes peuvent être chassées dans les cours d'eau. Des recherches récentes ont montré que cet effet n'a pas été observé dans des zones relativement perméables:216.
Le terme est souvent également utilisé pour désigner une première inondation après une période sèche, qui est supposée contenir des concentrations plus élevées que la suivante. C'est ce qu'on appelle la « first flush flood ». Il existe différentes définitions du phénomène de premier flush,,.

## First foul flush
L'écoulement des eaux pluviales dans un réseau unitaire d'assainissement produit un first foul flush (première chasse d'eau polluée), avec suspension des substances solides sanitaires accumulées dans l'égout, s'ajoutant aux polluants provenant du ruissellement de surface. Les eaux d'infiltration peuvent produire un effet de chasse d'eau dans les égouts sanitaires si les débits atteignent leur maximum pendant le temps humide. Au fur et à mesure que les débits augmentent au-dessus de la moyenne, un pourcentage relativement faible du débit total, contient un pourcentage disproportionné de la masse totale de polluants (associée au volume d'écoulement global à travers l'événement de débit de pointe). Le dépôt de solides dans les égouts pendant les périodes de faible débit et la remise en suspension subséquente pendant les débits de pointe constituent la principale source de polluants pour le phénomène de débordement d'égouts combinés (combined-sewer overflow - CSO) de  first-flush.
Les solides d'égouts sanitaires peuvent soit traverser le système, soit se déposer dans les parties à écoulement laminaire de l'égout, afin d'être disponibles pour le lavage pendant les débits de pointe. Le périmètre mouillé des égouts peut également être colonisé par un biofilm nourri par des déchets sanitaires solubles. La conception hydraulique est la raison sous-jacente du dépôt de solides dans les égouts. Les égouts unitaires dimensionnés pour les épisodes de ruissellement de pointe attendus une fois par décennie peuvent transporter jusqu'à 1 000 fois le débit sanitaire moyen. Les égouts surdimensionnés de manière moins spectaculaire sont courants dans les nouveaux développements et près de l'extrémité amont des systèmes de collecte. Les solides en suspension peuvent s'accumuler lorsque les vitesses du fluide à faible débit génèrent une turbulence insuffisante. Le dépôt de solides est plus important lorsque les vitesses sont faibles pendant le temps sec. Dans les grands égouts unitaires, il peut être impossible d'atteindre des vitesses d'égouts sanitaires générant une turbulence suffisante pour maintenir les solides en suspension pendant le temps sec.
Le biofilm et les solides déposés précédemment peuvent être nettoyés et ré-entraînés pendant la turbulence de pointe. La charge de pollution élevée dans les eaux usées au début d'un événement de ruissellement se produit lorsque le débit accru érode les sédiments d'égout accumulés. L'érosion des sédiments dans les égouts peut libérer des polluants à des concentrations dépassant les concentrations trouvées dans les sources contributrices. La chasse d'eau initiale très polluante est libérée au début de l'écoulement par temps humide au cours de l'érosion rapide d'une faible couche de sédiments de surface fortement concentrés. Lorsque les conditions favorisent le dépôt de matières solides par temps sec, la première chasse d'eau peut contenir jusqu'à 30% du total des solides en suspension rejetés annuellement dans un réseau d'égouts unitaires. On peut observer des concentrations de plusieurs milliers de milligrammes par litre (mg/l) de solides en suspension dans les égouts lors de la première coulée fautive.
Les niveaux de concentration de polluants sont influencés par l'âge et l'état du système de collecte et la quantité d'infiltration/apport par rapport au débit sanitaire. Les pics de concentration de polluants dépendent de la taille et de la pente du système de canalisations, de l'intervalle de temps entre les tempêtes et de l'accumulation de solides dans le système de collecte. Des gradients d'égout plus raides et des formes de fond de canalisation qui maintiennent un débit à haute vitesse dans des conditions de faible débit réduiront l'accumulation de sédiments dans les égouts; et le rinçage périodique des conduites individuelles par égout pendant le temps sec peut déplacer les solides accumulés vers l'usine de traitement des eaux usées avant que le ruissellement des eaux pluviales n'entraîne un débit de pointe simultané dans tout le système de collecte.

## Termes connexes
En anglais, parce que la référence de la first flush n'est pas toujours claire, les termes «concentration-based first flush» (CBFF) et «mass-based first flush» (MBFF) ont été introduits.
En dehors de cette définition, il existe un certain nombre de paramètres d'évaluation dans la littérature pour déterminer l'occurrence d'un first flush.

## Récupération des eaux pluviales
Dans le contexte de la collecte de l'eau de pluie, un first flush diverter est un dispositif simple conçu pour protéger une citerne de stockage de la contamination par le first flush. Cela conduit à une meilleure qualité de l'eau capturée et moins d'envasement de la citerne au fil du temps, dans les zones poussiéreuses. L'eau de première chasse (first flush) détournée est utilisée pour l'irrigation ou à d'autres fins d'une manière similaire aux eaux grises. Bien que de nombreuses versions commerciales soient disponibles, ces dispositifs sont souvent construits avec des tuyaux de rechange lorsque le réservoir est installé initialement ou par la suite. Voir le Texas Manual on Rainwater Harvesting  pour les calculs de dimensionnement.